# Joël Clerget
Pour les articles homonymes, voir Clerget.
Joël Clerget, né le 4 juillet 1948 , est un psychanalyste français.

## Parcours
Il enseigne à Lyon et écrit. Il anime des séminaires de lecture de textes psychanalytiques de Freud, Jacques Lacan et Françoise Dolto. Il fait régulièrement des conférences et intervient dans des colloques ou des journées d’associations.

## Activités scientifiques
Il est membre affilié de la Société de psychanalyse freudienne, au sein de laquelle il a organisé, avec des collègues lyonnais, plusieurs journées de travail : « Le traumatisme : indicible et/ou inaudible ? » (octobre 1998), « Mensonges et désir » (septembre 2000), « L’accueil du transfert à l’adolescence » (octobre 2002), « J’ai mal à mon frère » (25 septembre 2004), « Le réel dans la cure : une question embarrassante » (18 novembre 2006).

## Activités éditoriales
Il est membre du collège de la revue Spirale, dont il a coordonné le n°3, Naissance et séparation (2002), le n° 19, (2001), Son nom de Bébé et le n° 32, Mort d’un bébé, deuil périnatal (2004). Il a publié de nombreux articles.

## Publications
- Comment un petit garçon devient-il un papa ?, érès, mars 2008.
- Vivre l’ennui, à l’école et ailleurs, collectif à partir d’une enquête réalisée auprès d’élèves, érès, mai 2006.
- Un mot d’elle. Essai sur la pose et le nu, avec Josyane Lagrevol, peintre, autoédition, 2005.
- À propos de L’enfant, la parole et le soin, érès, 2004, en fraternel hommage à Jean-luc Graber, Le Croquant 47/48, 2005. À propos de Sourire vide en temps de guerre, création du groupe Signes, mise en scène Claude Chalaguier, L’Aqueduc, Dardilly, mai 2005. Comment un enfant vient-il à écrire ?, La Lettre du Grape, érès, 2005. C’est toujours un enfant qui meurt, Le Croquant 47/48, 2005. Modernité sans image, Le Croquant, novembre 2007, N° 55/56.
- Bébé est mort, Coll. Mille et un bébés, érès, 2005. Bébé d’amour, Spirale n°28, novembre 2003.
- L’enfant et l’écriture, Editions érès, Toulouse, 2002, réimpression 2006.
- En plein oubli de soi Monsieur de Staël, L’Entretoise, Lyon, 2001, réédition 2002. Feuille vierge, parturition de la lettre, pour les 20 ans d’érès, 2001.
- La pulsion et ses tours. La voix, le sein, les fèces et le regard, 182 p., Presses Universitaires de Lyon, 2000.
- La main de l'Autre. Le geste, le contact et la peau, 1998, 214 p. Éditions érès, Toulouse, réimpression 2003, 2006.

## Émissions de télévision
- Fête des Bébés, Seul avec maman, mai 2000.
- Les Maternelles : Naissance et séparation, mars 2002.
- Les pères, Fr 3, novembre 2005.
- A réalisé pour le Théâtre CRAIE (Lyon) un montage-lecture : À quoi sert une bouche ?, repris au Forum FNAC, octobre 2000.

## Textes récents
- Au risque de ta mort, Bulletin du CREAI PACA, mai 2006 ;
- Pèlerin du désir, Colloque APO, 2006 ;
- Je est un autre, Poésie et psychanalyse, site des éditions l’Amourier, novembre 2007 ;
- La bonté du silence, à Charles Juliet, mars 2008 ;
- Portance, Spirale n° 56, juin 2008 ;
- Du mal être à en écrire, Bulletin Creai, Paca Corse, septembre 2008.
- Reste, et se perd. Déchets et rebuts. Le Croquant, fin 2008.

## Conférences
- Pleurs des enfants, peurs des parents, La Farandole, Annonay ;
- Je est un autre, l’inconscient chez Freud, Les apprentis philosophes (Valence),
- Je, qui est-il en poésie ?, Printemps des poètes 2007, Alger ;
- L’enfant et l’écriture, Rased, Lons-le Saunier, Dijon, Pouillon (Landes).
- Quand le temps se transforme en présence…, Le Grillon, Vienne, octobre 2007 ;
- L’ennui, EPAS Mâcon, novembre 2007 ;
- Deuil et mélancolie, Les apprentis philosophes, Romans, novembre 2007 ;
- L’enfant qui s’ennuie à l’école, psychologues scolaires, Lyon ; Sexualité masculine. Imaginaire et fantasme, janvier 2008 ;
- Feu la famille, Colloque EPE, Metz, mars 2008 ;
- Qu’est-ce qu’un symptôme ?, Les apprentis philosophes (Valence), avril 2008 ;
- Quand le temps se transforme en présence... Approche clinique, Congrès FNAREN, 30 mai 2008, Dole.